# 트레이시 심슨
트레이시 심슨 (Tracie Simpson)은 영국의 텔레비전 프로듀서이다. 주로 프로덕션 매니저로서 BBC의 SF 드라마 《닥터 후》 제작진으로 합류, 2005년부터 2007년까지 정규 시즌 제작에 참여했으며, 2009년에는 "Planet of the Dead"를 시작으로 2008년~2010년 스페셜 5편 중 3편의 제작을 담당했다.
2010년 시즌 5에서도 전임 프로듀서 피터 베넷과 함께 제작에 계속 참여했다.
2011년부터 2013년까지는 드라마 《캐주얼티》의 라인 프로듀서였다. 2014년에 다시 닥터후 제작에 복귀하여 라인 프로듀서 내지는 프로덕션 임원으로 활동했다. 2020년 가을에 시즌 13 촬영이 시작될 것이라고 확인한 인물이기도 하다.